# Studia Phaenomenologica
Studia Phaenomenologica este un periodic de fenomenologie si hermeneutică, editat de Societatea Română de Fenomenologie și editura Zeta Books. 
Revista a fost fondată în anul 2001 de  Gabriel Cercel și Cristian Ciocan. Începând din anul 2004, redactor-șef al revistei este Cristian Ciocan. Din redacția revistei fac parte: Christian Ferencz-Flatz, Roxana Băiașu, Ion Copoeru, Mădălina Diaconu, Paul Marinescu, Bogdan Mincă și Remus Breazu. 
Din bordul științific al revistei fac parte 23 de personalități ale domeniului: Renaud Barbaras, Elizabeth Behnke, Rudolf Bernet, Walter Biemel, Virgil Ciomoș, Jean-François Courtine, Françoise Dastur, Natalie Depraz, Parvis Emas, Eliane Escoubas, Jean Greisch, Günter Figal, Marion Heinz, Klaus Held, Friedrich-Wilhelm von Herrmann, Theodore Kisiel, Gabriel Liiceanu, Jean-Luc Marion, Otto Poeggeler, Marc Richir, Hans Rainer Sepp, Mihai Șora, Helmuth Veter, Bernard Waldenfels. 
În primii ani de existență (2001-2004), revista a fost publicată în două fascicule anuale. Din 2005, revista devine un anuar. Între 2003 și 2014, Studia Phaenomenologica a apărut sub egida Centrului de Studii Fenomenologice, Universitatea din București și a avut sediul la Casa Lovinescu. Din 2014, revista este publicată de Zeta Books. Studia Phaenomenologica este indexată în Arts & Humanities Citation Index (ISI); Current Contents / Arts & Humanities (ISI); Francis Database; Philosopher's Index; Répertoire bibliographique de la philosophie, CEEOL, SCOPUS, ERIH, EBSCO. Revista este recunoscută de CNCSIS (Consiliul National al Cercetarii Stiintifice din Invatamantul Superior) și plasată în categoria A (reviste cotate ISI).

## Volume publicate
- Studia Phaenomenologica I 1-2/2001: Heidegger and Theology, 2001, 450 p., ISSN 1582-5647, Gabriel Cercel & Cristian Ciocan (eds.)
- Studia Phaenomenologica I 3-4/2001: The Early Heidegger, 2001, 504 p., ISSN 1582-5647, Gabriel Cercel & Cristian Ciocan (eds.)
- Studia Phaenomenolologica II 3-4/2002: In memoriam Hans-Georg Gadamer, 2002, 320 p., ISSN 1582-5647, Gabriel Cercel & Cristian Ciocan (eds.)
- Studia Phaenomenologica II 1-2/2002: Varia. Issues on Husserl, Fink and Schütz, 2002, 248 p., ISSN 1582-5647, Gabriel Cercel & Cristian Ciocan (eds.)
- Studia Phaenomenologica III 1-2/2003: The School of Brentano and Husserlian Phenomenology, 2003, 312 p., ISSN 1582-5647, ISBN 973-50-0564-6, Gabriel Cercel & Cristian Ciocan (eds.), Ion Tanasescu & Victor Popescu (coord.)
- Studia Phaenomenologica III 3-4/2003: Maurice Merleau-Ponty: Chiasm and Logos, 2003, 400 p., ISSN 1582-5647, ISBN 973-50-0655-5, Gabriel Cercel & Cristian Ciocan (eds.), Adina Bozga & Ion Copoeru (coord.)
- Studia Phaenomenologica IV 1-2/2004: Varia. Issues on Brentano, Husserl and Heidegger, 2004, 244 p., ISSN 1582-5647, ISBN 973-50-0879-3, Gabriel Cercel & Cristian Ciocan (eds.)
- Studia Phaenomenologica IV (2004) nos. 3-4: The Ocean of Forgetting. Alexandru Dragomir – A Romanian Phenomenologist, 2004, 296 p., ISSN 1582-5647, ISBN 973-50-0979-X, Cristian Ciocan (ed./coord), Paul Balogh (coord.)
- Studia Phaenomenologica V (2005): Translating Heidegger's Sein und Zeit, 2005, 407 p., ISSN 1582-5647, ISBN 973-50-1142-5, Cristian Ciocan (ed.)
- Studia Phaenomenologica VI (2006): A Century with Levinas: Notes on the Margin of his Legacy, 2006, 504 p., ISSN 1582-5647, ISBN (10): 973-50-1416-5; ISBN (13): 978-973-50-1416-2, Cristian Ciocan (ed.), Adina Bozga (coord.), Attila Szigeti (coord.)
- Studia Phaenomenologica VII (2007): Jan Patocka and the European Heritage, 2007, 568 p., ISSN 1582-5647, ISBN 978-973-50-1648-7, Cristian Ciocan (ed.), Ivan Chvatík (guest editor)
- Studia Phaenomenologica VIII (2008): Phenomenology and Literature, 2008, 480 p., ISSN 1582-5647, ISBN 978-973-50-2223-5, Cristian Ciocan (ed.), Delia Popa (coordinator)
- Studia Phaenomenologica IX (2009): Michel Henry's Radical Phenomenology, 2009, 550 p., ISSN 1582-5647,  ISBN 978-973-50-2553-3, Cristian Ciocan (ed.), Rolf Kuehn, Jad Hatem (guest editors)
- Studia Phaenomenologica Volume 10 (2010) – Phenomenology and Psychology
- Studia Phaenomenologica Volume 11 (2011) – Concepts of Tradition in Phenomenology
- Studia Phaenomenologica Volume 12 (2012) – Possibilities of Embodiment
- Studia Phaenomenologica Volume 13 (2013) – On the Proper Use of Phenomenology Paul Ricoeur Centenary
- Studia Phaenomenologica Volume 14 (2014) – Place, Environment, Atmosphere
- Studia Phaenomenologica Volume 15 (2015) – Early Phenomenology
- Studia Phaenomenologica Volume 16 (2016) – Film and Phenomenology
- Studia Phaenomenologica Volume 17 (2017) – ''''Phenomenology of Animality''''
- Studia Phaenomenologica Volume 18 (2018) – 'The Promise of Genetic Phenomenology'
- Studia Phaenomenologica Volume 19 (2019) – On Conflict and Violence
- Studia Phaenomenologica Volume 20 (2020) – Phenomenology and the History of Platonism